# Lakatjärnen (Hällesjö socken, Jämtland)
Lakatjärnen är en sjö i Bräcke kommun i Jämtland och ingår i Ljungans huvudavrinningsområde. Sjön har en area på 0,103 kvadratkilometer och ligger 342,1 meter över havet. Sjön avvattnas av vattendraget Lakattjärnbäcken.

## Delavrinningsområde
Lakatjärnen ingår i det delavrinningsområde (696043-151622) som SMHI kallar för Mynnar i Hemsjön. Medelhöjden är 352 meter över havet och ytan är 13,1 kvadratkilometer. Det finns inga avrinningsområden uppströms utan avrinningsområdet är högsta punkten. Lakattjärnbäcken som avvattnar avrinningsområdet har biflödesordning 3, vilket innebär att vattnet flödar genom totalt 3 vattendrag innan det når havet efter 124 kilometer. Avrinningsområdet består mestadels av skog (81 procent). Avrinningsområdet har 0,1 kvadratkilometer vattenytor vilket ger det en sjöprocent på 0,8 procent.